# Gilman (Illinois)
Gilman je grad u američkoj saveznoj državi Ilinois. Prema popisu stanovništva iz 2010. u njemu je živjelo 1.814 stanovnika.